# Су Шуньцінь
Су Шуньцінь (苏舜钦, 1008 —1048) — китайський поет, державний службовець часів династії Сун.

## Життєпис
Народився у 1008 році у Зічжоу (сучасна провінція Сичуань). Походив з родини чиновників. З 15 років став писати вірші. У 1035 році успішно склав провінційні іспити й того ж року завдяки протекції батька отримав посаду у префектурі зі столицею у м. Далі. У 1038 році перебирається до Кайфена. Тут зблизився з високопосадовцем Фан Чжун'єном. Також затоваришував з Мей Яоченєм. У 1040–1041 роках займався дослідженням причин та наслідків землетрусу у Хадоні. Втім після падіння Фан Чжун'єна у 1044 році Су Шуньціня було відправлено у відставку. Того ж року він переїздить до Сучжоу. Тут придбав занедбаний сад і побудував павільйон на пагорбі на північ від саду. Він назвав його Павільйон Чаньлань (тепер відомий Великий Хвилястий павільйон, що сьогодні входить Списку об'єктів Світової спадщини ЮНЕСКО в КНР — Класичні китайські сади Сучжоу) і написав вірш про нього, на прохання Су Шуньціня Оуян Сю також написав вірш про павільйон. Су регулярно використовував павільйон для зустрічей зі своїми друзями і написання віршів. Су Шуньцінь раптово сконав у 1048 році.

## Творчість
Складав вірші у жанрі ши. Приділяв велику увагу соціальній тематиці. Так, Су Шуньцінь писав про загиблих від голоду селян, трупи яких валяються на дорогах і стають здобиччю псів і стерв'ятників, в той час як у багатіїв повно зерна і м'яса («Пишу Оуян Сю про почуття, що випробував на південь від міста»). В подальшому більшість його віршів було об'єднано у збірку під назвою «Праці майстра Су».
Су Шуньцінь відомий як один з перших творців патріотичної поезії. Найбільш відомий його вірш присвячено жорстокому розгрому 1034 року сунської армії під час набігу тангутів через повну непідготовленість її до боїв та нездарих полководців («Пінчжоуська поразка»).